# Dolina Stwolska

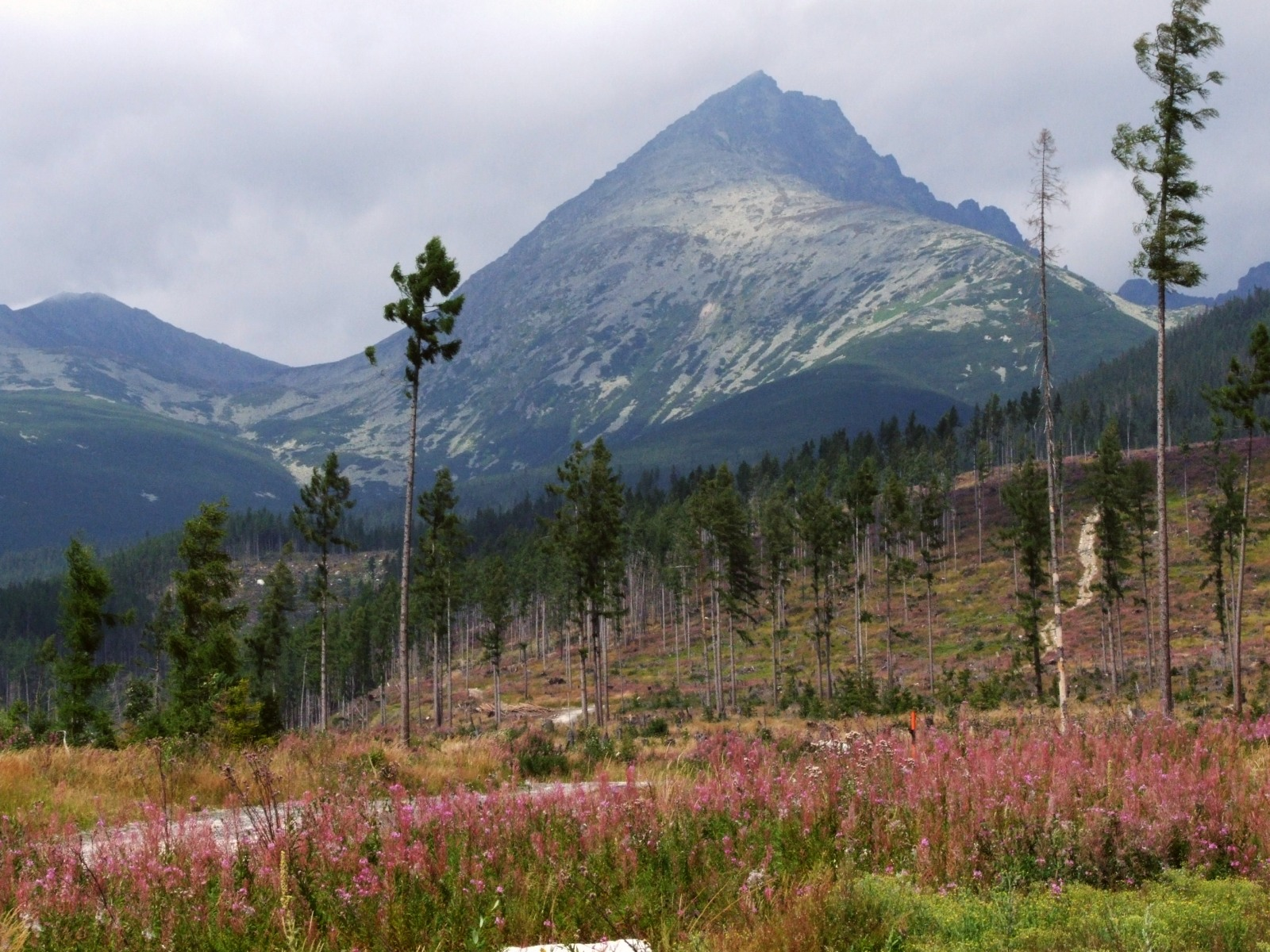
Dolina Stwolska po lewej stronie Kończystej

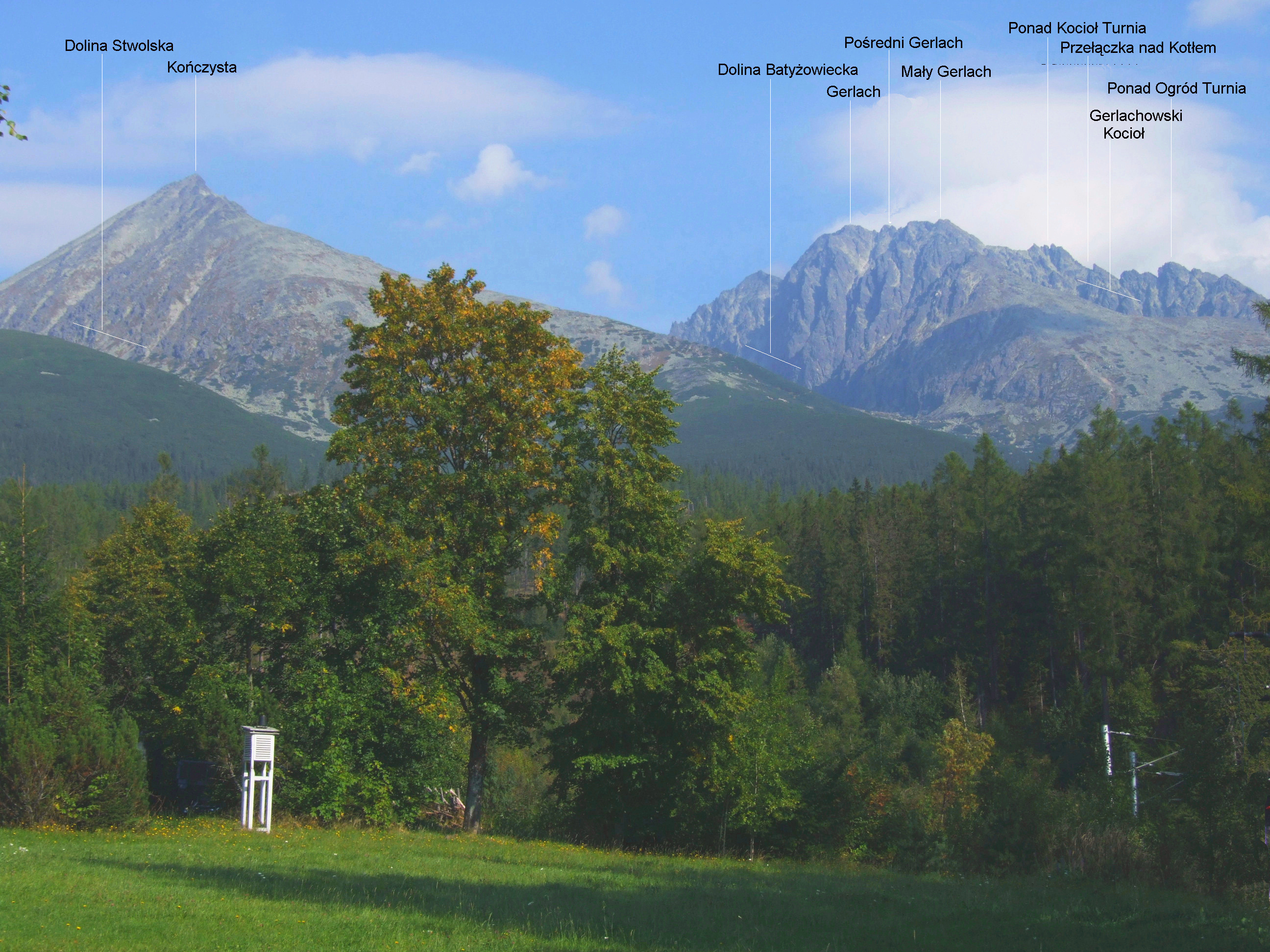
Dolina Stwolska i Batyżowiecka

Dolina Stwolska, dawniej Dolina Cwolska, Dolina Sucha, Dolina Suchej Wody (słow. Štôlska dolina, Suchá dolina, niem. Trockental, Dürrental, węg. Szuha-völgy, Száraz-völgy) – dolina położona w Tatrach Wysokich na terenie Słowacji. Opada spod Stwolskiej Przełęczy (Lúčne sedlo, 2168 m), otwarta jest w kierunku południowym i graniczy:
- od wschodu z Doliną Batyżowiecką (Batizovská dolina), rozdziela je ramię Kończystej (Končistá),
- od północy z Doliną Złomisk (Zlomisková dolina), odnogą Doliny Mięguszowieckiej (Mengusovská dolina), rozdziela je grań ciągnąca się od Kończystej przez Stwolską Przełęcz do Tępej (Tupá),
- od zachodu z Doliną Wielkiej Huczawy (dolina Veľkej hučavy), rozdziela je ramię ciągnące się od Tępej w kierunku Klina[2].

Dolina zbudowana jest ze skał krystalicznych: granitów i granodiorytów. Pod samą Stwolską Przełęcz podchodzi górne piętro doliny, piarżysta Stwolska Łąka (Lúka). Poniżej biegnącej na wysokości ok. 1860 m Magistrali Tatrzańskiej dolina zmienia kierunek na południowy wschód. Obszar na południe od tego szlaku pokryty jest rumowiskami i kosodrzewiną. Jeszcze niżej Dolina Stwolska jest zalesiona, kończy się już poza Tatrami. Długość tatrzańskiej części wynosi ok. 5 km.
Przez dolinę przebiega trasa Magistrali Tatrzańskiej oraz niżej położony szlak z Wyżnich Hagów nad Batyżowiecki Staw.
Nazwa Doliny Stwolskiej pochodzi od wsi Stwoła (Štôla). Doliną Suchą bywała dawniej nazywana z powodu braku stałego cieku wodnego. W przeszłości dolina, podobnie jak sąsiednia Dolina Wielkiej Huczawy, stanowiła teren polowań. Dziś w środkowej jej części rozciąga się rezerwat ścisły TANAP-u.
Dolina Stwolska od dawna była znana myśliwym ze Stwoły i innych miejscowości. Pierwszymi znanymi turystami, którzy przebyli górną część doliny, byli Alexander Münnich i jego towarzysze w 1874 r. Zimą prawdopodobnie pierwsi byli tu Ernst Dubke oraz przewodnicy Johann Breuer i Johann Franz senior 14 lutego 1906 r.

## Szlaki turystyczne
– znakowana czerwono Magistrala Tatrzańska (Tatranská magistrála) przebiegająca znad Popradzkiego Stawu przez Przełęcz pod Osterwą i Dolinę Stwolską do Batyżowieckiego Stawu.
- Czas przejścia znad Popradzkiego Stawu na przełęcz: 1:35 h, ↓ 50 min
- Czas przejścia z przełęczy do Batyżowieckiego Stawu: 1:40 h w obie strony

  – żółty szlak z Wyżnich Hagów (Vyšné Hágy), prowadzący Doliną Stwolską do Doliny Batyżowieckiej nad Batyżowiecki Staw. Czas przejścia: 2:25 h, ↓ 1:55 h